# Lissochlora dispilata
Lissochlora dispilata är en fjärilsart som beskrevs av Paul Dognin 1914. Lissochlora dispilata ingår i släktet Lissochlora och familjen mätare. Inga underarter finns listade i Catalogue of Life.